# Roger Heath-Brown
David Rodney « Roger » Heath-Brown, né le 12 octobre 1952 à Hampstead, est un mathématicien britannique, spécialiste de théorie analytique des nombres.

## Biographie
Heath-Brown a fait ses études au Trinity College de Cambridge, où il a obtenu le prix Smith en 1976 et soutenu en 1979 une thèse, dirigée par Alan Baker. Il est professeur de mathématiques pures à l'université d'Oxford. Timothy Browning et James Maynard ont fait partie de ses étudiants de thèse.
Heath-Brown est connu pour ses nombreuses contributions à la théorie analytique des nombres. Il a par exemple démontré qu'il existe une infinité de nombres premiers de la forme x3 + 2 y3. Il a aussi travaillé sur la conjecture d'Artin sur les racines primitives — démontrant que parmi trois entiers sans carré multiplicativement indépendants, l'un au moins était une racine primitive modulo une infinité de nombres premiers — et sur la théorie des cribles. Avec Leonard Adleman, il a démontré que la conjecture de Fermat était vraie pour une infinité d'exposants premiers.
Il a dirigé une réédition de l'ouvrage de Titchmarsh sur la fonction zêta de Riemann et, en 2008, de l'Introduction to the Theory of Numbers de Hardy et Wright.
Roger Heath-Brown est membre de la Royal Society depuis 1993 et de la London Mathematical Society, qui lui a décerné le prix Berwick en 1981 et le prix Senior Berwick en 1996. Il est depuis 1999 membre correspondant de l'Académie des sciences de Göttingen. En 2009, il a reçu le prix Pólya. Il a été conférencier invité au Congrès international des mathématiciens en 2010 à Hyderabad (Artin´s conjecture on zeros of p-adic forms) et en 1983 à Varsovie (Finding primes by sieve methods).